# Елесино (Вологодская область)
Елесино — деревня в Шекснинском районе Вологодской области.
Входит в состав сельского поселения Чуровского, с точки зрения административно-территориального деления — в Чуровский сельсовет.
Расстояние по автодороге до районного центра Шексны — 18 км, до центра муниципального образования Чуровского — 9 км. Ближайшие населённые пункты — Федорово, Келбуй, Бугры.
По данным переписи в 2002 году постоянного населения не было.